# El contractista
El contractista (originalment en anglès, The Contractor) és una pel·lícula de thriller d'acció estatunidenca del 2022 dirigida per Tarik Saleh en el seu debut cinematogràfic en anglès. La pel·lícula és protagonitzada per Chris Pine, Ben Foster, Gillian Jacobs, Eddie Marsan, J. D. Pardo, Florian Munteanu i Kiefer Sutherland. El rodatge va començar a Europa, inclòs Fort Bragg, l'octubre de 2019 i es va acabar amb el rodatge a finals de 2019. S'ha doblat i subtitulat al català.
El contractista es va estrenar als cinemes i a la carta als Estats Units l'1 d'abril de 2022 per Paramount Pictures i STXfilms. La pel·lícula va rebre crítiques contradictòries, i va recaptar 2,1 milions de dòlars a taquilla. L'11 de novembre es va incorporar al catàleg de la plataforma Amazon Prime Video amb el doblatge i subtítols en català.
El doblatge va ser produït per International Soundstudio i dirigit per Antoni Forteza a partir de la traducció de Martí Mas. Compta amb les veus de Manel Gimeno (James Harper), Núria Trifol (Brianne Harper), Elena Barra (Jack) i Roger Pera (Mike Hawkins), entre d'altres.

## Repartiment
| Personatge     | Intèrpret         | Doblatge en català    |
| -------------- | ----------------- | --------------------- |
| James Harper   | Chris Pine        | Manel Gimeno          |
| Mike Hawkins   | Ben Foster        | Roger Pera            |
| Brianne Harper | Gillian Jacobs    | Núria Trifol          |
| Jack           | Sander Thomas     | Elena Barra           |
| Virgil         | Eddie Marsan      | Àlex Meseguer         |
| Eric           | J. D. Pardo       |                       |
| Rusty Jennings | Kiefer Sutherland | Juan Antonio Bernal   |
| Kauffman       | Florian Munteanu  |                       |
| Katia          | Nina Hoss         | Maria del Mar Tamarit |
| Sylvie         | Amira Casar       | Isabelle Bres         |
| Salim          | Fares Fares       | Carles di Blasi       |
| Roberts        | Cory Scott Allen  | Luis Grau             |